# Hipochondroplazja
Hipochondroplazja – genetycznie uwarunkowana, wrodzona choroba (o dziedziczeniu autosomalnym dominującym) prowadząca do nieprawidłowego kostnienia śródchrzęstnego, co powoduje zaburzenie rozwoju pewnych kości w organizmie i karłowatość. Nazwę hipochondroplazji wprowadzili do medycyny Maroteaux i Lamy w 1961 roku.
Osoby dotknięte tą chorobą charakteryzują się karłowatością (niedobór wzrostu) i nieproporcjonalną budową ciała. Głowa jest normalna, ale wydaje się duża, ponieważ tułów i kończyny są skrócone. Osoby dotknięte tą chorobą, poza problemami z układem kostnym, nie mają innych wad i ich rozwój intelektualny jest zwykle normalny.
Podłożem hipochondroplazji jest mutacja pojedynczego genu kodującego receptor dla czynnika wzrostu fibroblastów (fibroblast growth factor receptor 3, FGFR3), znajdującego się na chromosomie 4.